# Ибрањ
Ибрањ (мађ. Ibrány) град је у североисточној Мађарској. Ибрањ је значајан град у оквиру жупаније Саболч-Сатмар-Берег.
Град је имао 6.955 становника према подацима из 2009. године.

## Географија
Град Ибрањ се налази у крајње североисточном делу Мађарске. Од престонице Будимпеште град је удаљен 270 километара источно. Од обласног средишта, града Њиређхазе, Ибрањ је удаљен 25 километара северно.
Ибрањ се налази у крајње североисточном делу Панонске низије, близу десне обале Тисе. Надморска висина града је 94 метра. Око града је равничарско подручје.